# Жебровский, Антоний
Антоний Жебровский (17 января 1711 — 8 сентября 1767) — деятель католической церкви в Речи Посполитой, иезуит.

## Биография
В 1728 году в Вильне вступил в орден иезуитов. Профессор риторики в Вильне (1743—1745), философии в Минске (1745—1717) и Несвиже (1748—1751).
Префект школы, библиотеки и типографии в Несвиже (1751—53).
Профессор теологии и канонического права в Полоцке (1754—1755) и Варшаве (1756—1758).
Прокуратор Мазовецкой провинции ордена иезуитов (1759—1760), ректор коллегиума в Пултуске (1760—1766).

## Творчество
Автор книги «Проповедь на похоронах Екатерины Завиши из Грабовских» (Kazanie na pogrzebie Katarzyny z Grabowskich Zawiszyny, 1745).